# Park Narodowy Mesa Verde

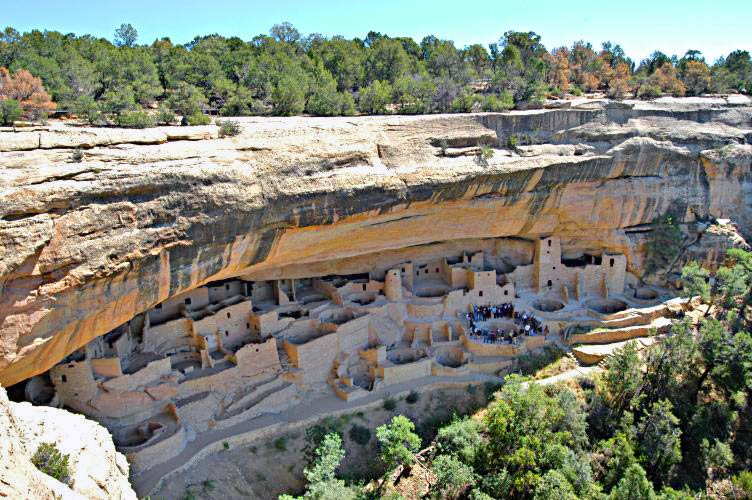
Pałac Klifowy

Park Narodowy Mesa Verde (ang. Mesa Verde National Park) – park narodowy położony w USA, w południowo-zachodniej części stanu Kolorado. Mesa verde (hiszp. „zielony stół”) to nazwa nadana temu płaskowyżowi przez Hiszpanów w XVIII wieku. W dniu 29 czerwca 1906 teren ten został uznany za park narodowy, a 6 września 1978 roku został wpisany na listę światowego dziedzictwa UNESCO.

## Opis parku
Główną atrakcją tego parku narodowego są prekolumbijskie osiedla mieszkalne typu pueblo, zbudowane w ścianie kanionu przez Indian Anasazi. Ocenia się, że osiedla powstały w okresie między VI a XIV wiekiem naszej ery. Poszczególne budynki są ułożone tarasowo, a między nimi znajdują się owalne kivy, budynki o znaczeniu religijnym. W bezpośredniej bliskości znajdują się także miejsca służące do gromadzenia wody oraz dawne pola uprawne. W XIV wieku mieszkańcy z przyczyn nie do końca wyjaśnionych (np. klęska klimatyczna lub wyjałowienie gleby), opuścili tę okolicę.

## Święte miejsce Indian
Na terenie parku znajdują się miejsca święte zarówno dla dawnych, jak i współczesnych Indian z okolicznych plemion, wykorzystywane do indywidualnych modlitw i poszukiwania wizji, a także do grupowych ceremonii różnych plemiennych religii, składania darów i chowania zmarłych. W kwietniu 2006 roku w jednym z takich miejsc (nieujawnionych opinii publicznej) pochowano szczątki 1528 osób z plemion Nawahów, Zuni, Hopi i Pueblo oraz 4889 rozmaitych obiektów pogrzebowych, w tym wyrobów z koralików, koszyków i ceramiki, a także szczątki 26 osób, których przynależności plemiennej nie udało się ustalić. Wiek szczątków i przedmiotów datuje się na okres między 500 r. n.e. a 1300 r. n.e., a zostały wydobyte (po części nielegalnie przez poszukiwaczy skarbów i indiańskich artefaktów) na terenie Mesa Verde w okresie minionego stulecia. Był to pierwszy tego rodzaju pochówek na terenie parku od czasu uchwalenia ustawy o ochronie tubylczych grobów i repatriacji (NAGPRA) z 1990 roku. Przeprowadzoną przez Indian Hopi w jednym z tubylczych świętych miejsc ceremonię poprzedziło 12 lat negocjacji i uzgodnień z 24 współpracującymi z zarządem parku plemionami tubylczych Amerykanów z Południowego Zachodu.

## Podstawowe wiadomości
- powierzchnia 210,93 km²
- roślinność: niskie lasy sosnowe (sosna żółta) z domieszką jałowców
- fauna: mulak, urson, kojot, sępnik różowogłowy